# Журавлёва, Мария Николаевна
Мария Николаевна Журавлёва (род. 7 ноября 1986), в девичестве Шапаева — российская легкоатлетка, специалистка по бегу на средние дистанции. Выступала на профессиональном уровне в 2002—2017 годах, победительница юношеского чемпионата мира, чемпионка Европы среди молодёжи, многократная победительница и призёрка первенств всероссийского значения, участница чемпионата Европы в помещении в Бирмингеме. Представляла Нижегородскую область и Мордовию. Мастер спорта России международного класса.

## Биография
Мария Шапаева родилась 7 ноября 1986 года. Занималась лёгкой атлетикой в городе Арзамас Нижегородской области в спортивном клубе «Знамя» при Арзамасском приборостроительном заводе, проходила подготовку под руководством супругов Татьяны Борисовны и Владимира Юрьевича Журавлёвых, впоследствии вышла замуж за их сына Артёма Владимировича Журавлёва и взяла его фамилию.
Впервые заявила о себе в сезоне 2002 года, когда в беге на 800 метров выиграла серебряную медаль на юношеских международных играх в Москве.
В 2003 году в той же дисциплине одержала победу на соревнованиях в Краснодаре и на юношеском чемпионате России в Чебоксарах. Попав в состав российской сборной, выступила на юношеском мировом первенстве в Шербруке, где превзошла всех соперниц и завоевала золотую награду. Также в этом сезоне получила серебро на Европейском юношеском летнем Олимпийском фестивале в Париже.
В 2004 году выиграла юниорское всероссийское первенство в Чебоксарах. Принимала участие в юниорском мировом первенстве в Гроссето — заняла четвёртое место в беге на 800 метров и вместе с соотечественницами стала серебряной призёркой в эстафете 4 × 400 метров.
В 2005 году помимо прочего стартовала на юниорском европейском первенстве в Каунасе, выиграв на 800-метровой дистанции серебряную медаль.
В 2006 году взяла бронзу на зимнем молодёжном всероссийском первенстве в Саранске и на летнем молодёжном всероссийском первенстве в Казани, была пятой на зимнем чемпионате России в Москве.
В 2007 году выиграла бронзовую медаль на зимнем чемпионате России в Волгограде. Благодаря череде удачных выступлений удостоилась права защищать честь страны на чемпионате Европы в помещении в Бирмингеме — здесь во время предварительного квалификационного забега была дисквалифицирована и в финале участия не принимала. Позднее одержала победу на молодёжном европейском первенстве в Дебрецене и на международном турнире в Финляндии.
В 2008 году с молодёжным всероссийским рекордом 1.59,71 завоевала бронзовую награду на зимнем чемпионате России в Москве, финишировала четвёртой на Кубке Европы в помещении в Москве, шестой на летнем чемпионате России в Казани.
В 2009 году на зимнем чемпионате России в Москве с командой Нижегородской области выиграла серебряную медаль в эстафете 4 × 800 метров, позднее в той же дисциплине одержала победу на чемпионате России по эстафетному бегу в Сочи.
В 2011 году уже под фамилией Журавлёва получила серебро на Мемориале Куца в Москве. На чемпионате России по эстафетному бегу в Сочи стала второй и третьей в эстафетах 400+300+200+100 и 800+400+200+100 метров соответственно.
В 2015 году на чемпионате России по эстафетному бегу в Адлере была третьей и первой в эстафетах 400+300+200+100 и 800+400+200+100 метров.
Завершила спортивную карьеру по окончании сезона 2017 года.
За выдающиеся спортивные достижения удостоена почётного звания «Мастер спорта России международного класса».
Окончила Нижегородскую академию МВД России, где впоследствии работала преподавателем. Старший лейтенант полиции.